# Gampsocleis mongolica
Gampsocleis mongolica är en insektsart som beskrevs av Vitaly Michailovitsh Dirsh 1927. Gampsocleis mongolica ingår i släktet Gampsocleis och familjen vårtbitare. Inga underarter finns listade i Catalogue of Life.